# St. Blasien
St. Blasien ist eine Stadt im Landkreis Waldshut in Baden-Württemberg. Der Ort entstand um das Kloster St. Blasien.

## Geographie

### Geographische Lage
Der heilklimatische und Kneipp-Kurort St. Blasien liegt im Südschwarzwald südlich des Schluchsees im Albtal. Das Gemeindegebiet erstreckt sich von 600 m ü. NHN bis zum 1351 m hohen, zum Feldbergmassiv gehörenden Spießhorn.

#### Flächennutzung
Etwa 77 Prozent der Gemeindefläche bestehen aus Wald, 16 % werden landwirtschaftlich genutzt, der Rest ist Siedlungs- und Verkehrsfläche.

### Nachbargemeinden
St. Blasien grenzt im Norden an die Gemeinden Feldberg (Schwarzwald) und Schluchsee im Landkreis Breisgau-Hochschwarzwald, im Osten an Häusern und Höchenschwand, im Süden an Weilheim, Waldshut-Tiengen und Dachsberg sowie im Westen an Ibach und Bernau im Schwarzwald.

### Stadtgliederung

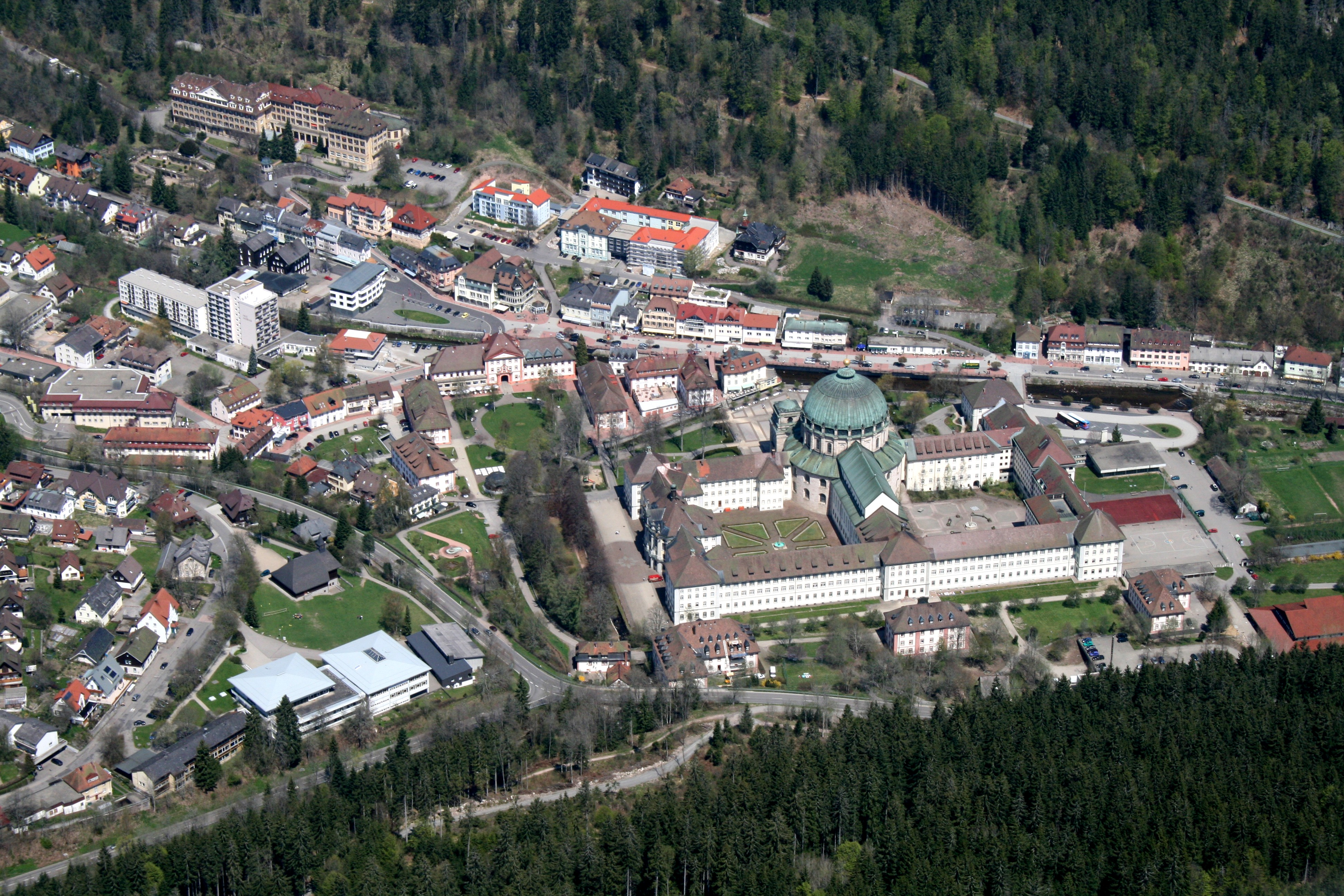
Klosteranlage St. Blasien

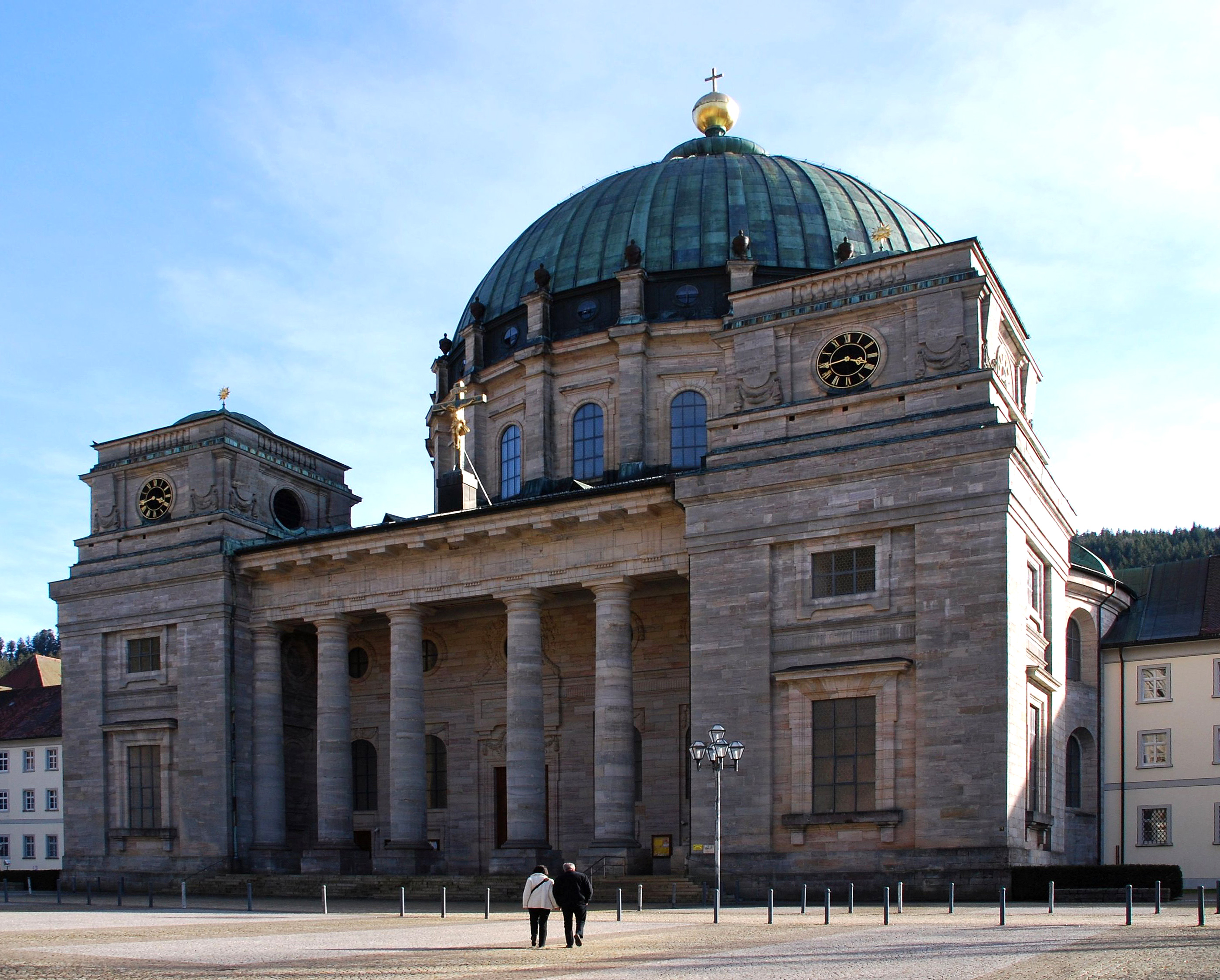
Dom St. Blasius, Meisterwerk des Frühklassizismus

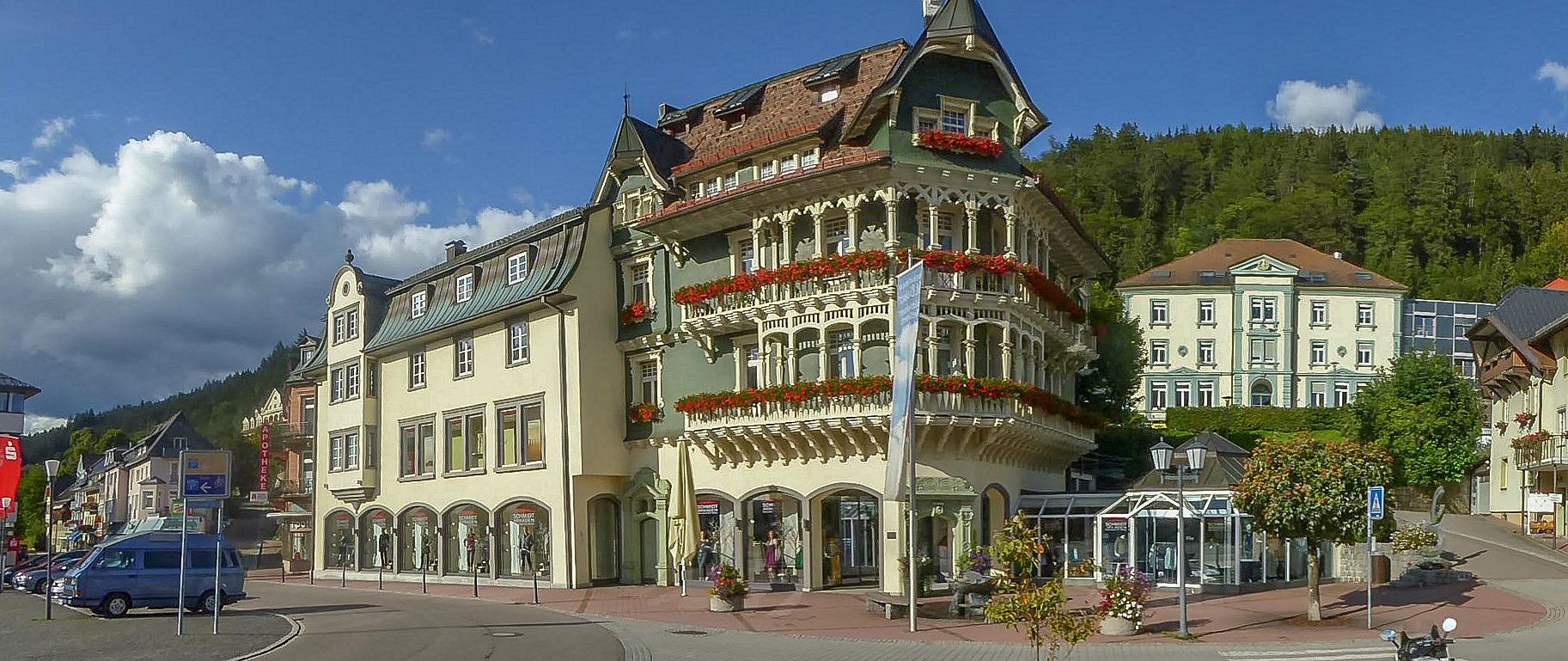
St. Blasien Ortszentrum. Kaufhaus im ehemaligen Kurortbaustil

Zur Stadt St. Blasien gehören die früher selbständigen und in den 1970er Jahren eingemeindeten Gemeinden Immeneich, Menzenschwand und Schlageten. Zur ehemaligen Gemeinde Immeneich gehören die Dörfer Immeneich und Niedermühle. Zur ehemaligen Gemeinde Menzenschwand gehören die Dörfer Menzenschwand-Hinterdorf und Menzenschwand-Vorderdorf. Zur Stadt St. Blasien in den Grenzen von vor der Gemeindereform der 1970er Jahre gehören die Stadt St. Blasien, die Höfe Glashof, Windberghof und Wolfsboden und die Häuser In der Schmelze, Im Hüttlebuck und Glashofsäge. Zur ehemaligen Gemeinde Schlageten gehören das Dorf Schlageten, die Weiler Ballenberg, Eckartschwand, Lehenwies, Luchle, Niedingen, Unterbildstein und Unterkutterau.
Die ehemaligen Gemeinden Schlageten und Immeneich bilden heute den St. Blasier Ortsteil Albtal.

#### Stadtteile und deren Einwohnerzahl
| Stadtteil         | Einwohnerzahl |
| ----------------- | ------------- |
| St. Blasien       | 2829          |
| Menzenschwand     | 526           |
| Albtal            | 377           |
| Stadt St. Blasien | 3.768         |

(Stand: August 2020)

## Geschichte

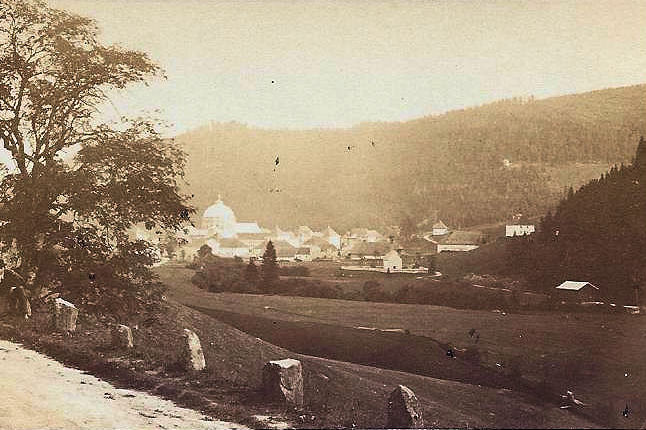
St. Blasien an der Muchenländer Straße im Jahre 1867

St. Blasien 1912

### Klostergeschichte
Der heutige Ort St. Blasien entstand im Wesentlichen erst mit der Industrialisierung des ehemaligen Klosters und mit der Blütezeit als Kurort im 19ten Jahrhundert.
858 wird eine Cella alba, also eine Klosterzelle an der Alb erstmals genannt.
Uto von Kyburg erweiterte die Klosteranlagen von 1068 bis 1086, eine Urkunde durch König Heinrich IV., ausgestellt in Basel am 8. Juni 1065, immunisiert die nicht immatrikulierte Stiftung von 983. Hier wird erstmals die cellam in silva Svvarzvvalt a Sancto Reginberto constructam, ab Ottone autem imperatore … deo et sancto Blasio … traditam … genannt.
Eine Blüte erlebte das Kloster mit Fürstabt Martin Gerbert, der ihm von 1764 bis 1793 vorstand. Er ließ ab 1771 die Kuppelkirche nach Plänen des Architekten Pierre Michel d’Ixnard und Nicolas de Pigage und Bauleiter Franz Josef Salzmann im Stil des Klassizismus erbauen. 1806 wurde das Kloster säkularisiert. Die letzten Mönche übersiedelten auf Umwegen mit Kunstschätzen, darunter dem Adelheid-Kreuz sowie den Gebeinen von 12 Habsburgern zum Stift St. Paul im Lavanttal in Kärnten. Der neue Großherzog von Baden, Friedrich I. entschied am 26. September 1808, es sei zu prüfen, ob es nicht ratsam sei, den im Unterhalt kostspieligen Dom abzubrechen und aus dem Erlös eine schlichtere, mit geringen Ausgaben zu unterhaltende Pfarrkirche zu erstellen. Dazu kam es aber letztlich nicht.
1809 begann der Zürcher Mechaniker und Erfinder Johann Georg Bodmer die ehemaligen Klostergebäude zu nutzen, indem er eine der ersten Maschinenfabriken Deutschlands (Spinnereimaschinen) einrichtete. Nachdem mit David von Eichthal ein potenter Geldgeber gefunden war, erhielt die Societé St. Blaise vom Land Baden für 10 Jahre die kostenlosen Nutzungsrechte für die Gebäude übertragen, in denen nun auch eine mechanische Spinnerei betrieben wurde. Das Unternehmen fertigte Handfeuerwaffen (Badische Gewehrfabrik), deren roh geschmiedete Einzelteile erstmals mit Spezialmaschinen weiterbearbeitet und in Serie gefertigt werden konnten, und stellte moderne Münzprägemaschinen für die Mannheimer Prägeanstalt her. Es wurden Versuche mit einem für die damalige Zeit völlig neuartigen Hinterladersystem für Kanonen durchgeführt und Bodmer experimentierte bereits mit einer frühen Form eines Förderbandsystems. 1816 beschäftigte die Fabrik 809 Personen und war damit eines der frühindustriellen Hochzentren des jungen Landes Baden.
1821 kaufte der Investor Freiherr David von Eichthal nach dem Rückzug von Bodmer aus dem Betrieb den Gebäudekomplex. Er ließ durch den Franzosen Benoît Fourneyron die zu dieser Zeit europaweit leistungsstärkste Überdruckturbine (40 PS) installieren und baute die Baumwollspinnerei weiter aus. Im Jahr 1835 wurden 28.000 Spindeln am Standort betrieben, was rund einem Viertel der Produktion von ganz Baden entsprach. Dennoch lief das Unternehmen wirtschaftlich erfolglos. In der Folge der Bankenkrise in Frankfurt am Main und Karlsruhe sowie der Revolution von 1848/1849 kam die Fabrik zum Erliegen. Die Klostergebäude wurden 1852 an den Schopfheimer Textilfabrikanten Carl Wilhelm Grether und den Augsburger Bankier Obermaier versteigert. Unter der Leitung von Grethers Schwiegersohn Ernst Friedrich Krafft wurde ab 1853 die Baumwollspinnerei neu errichtet und entwickelte sich zu einem über Jahrzehnte florierenden Unternehmen. Krafft konnte auch nach dem großen Brand des Klosters 1874 die Spinnerei wieder aufbauen und erfolgreich führen. Im Oktober 1931 ging die Spinnerei im Zuge der Weltwirtschaftskrise in Konkurs.
Von 1934 bis 1939 war und von 1946 an ist erneut das von Jesuiten geleitete Kolleg St. Blasien mit Internat im Kloster untergebracht. Während des Zweiten Weltkrieges wurden die Gebäude als Lazarett genutzt.

### Kurhaus – Aufschwung zum Kurort mit Weltruf

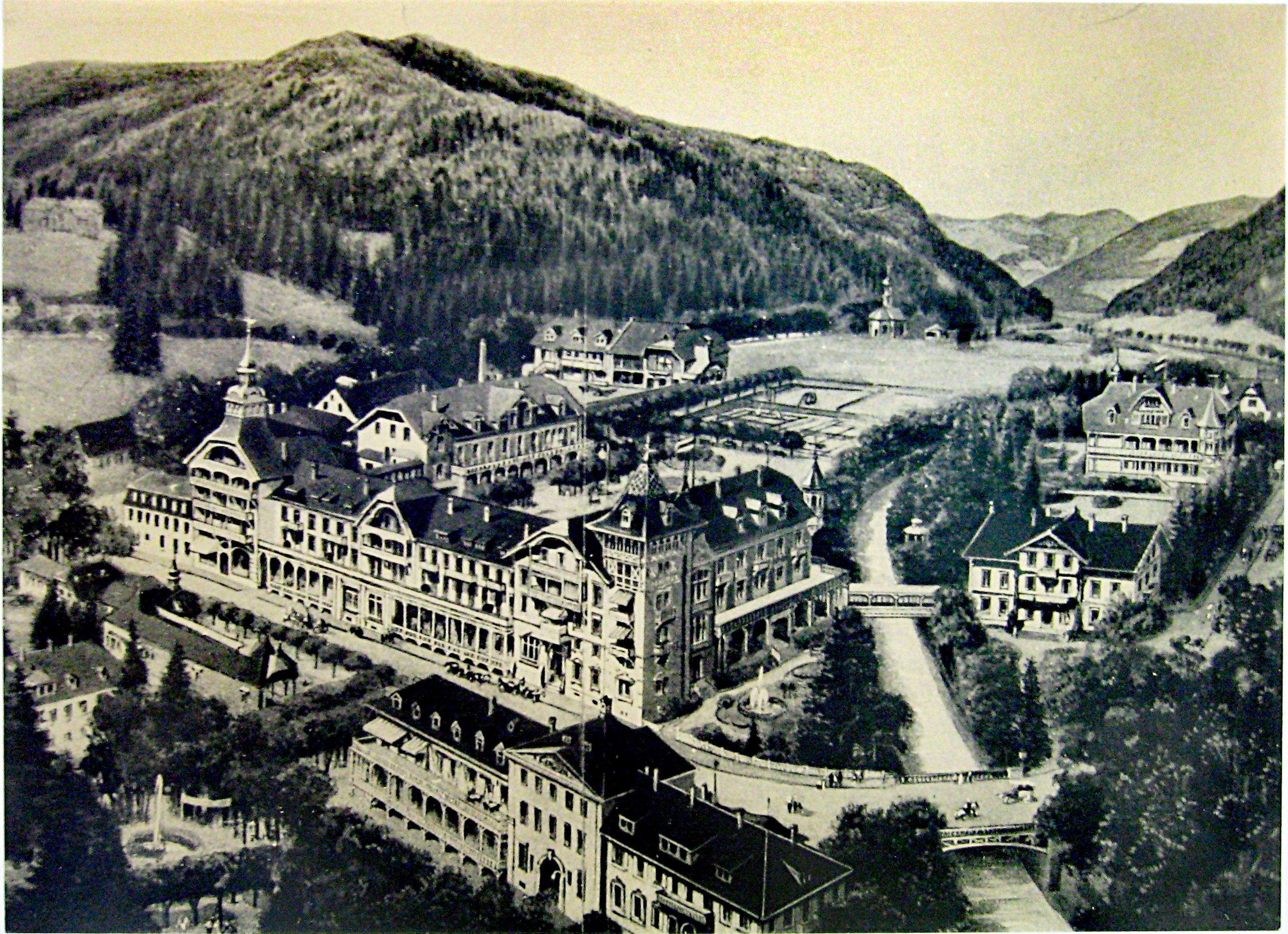
Kurhaus um 1900

1882 begann der Geschäftsmann Otto Hüglin mit dem Bau des Kurhauses, einem zentral gelegenen Gebäude samt weiteren Häusern. Er ließ es im Lauf des ersten Jahrzehnts zu einem prestigeträchtigen, großen Etablissement ausbauen, das über allen Komfort der Neuzeit verfügte. 300 Personen konnten in etwa 200 Zimmern Unterkunft finden. Für die medizinische Leitung gewann Hüglin Hermann Determann, der das Haus in eine damals hoch perfektionierten Kur- und Wasserheilanstalt überführte. Wie 2014 durch umfangreiche Recherchen wieder bekannt wurde, fanden sich Mitte der 1880er Jahre bis nach dem Ersten Weltkrieg im Kurhaus St. Blasien Berühmtheiten aus der ganzen Welt vielfach zu mehrwöchigen Behandlungen ein. Unter ihnen waren der Pianist und Gründer der Berliner Philharmoniker, Hans von Bülow (1893), ebenso der damals weltberühmte polnische Pianist Józef Hofmann, der 15-jährige Zarenprinz Gawriil Konstantinowitsch Romanow aus St. Petersburg (1902), der Dramatiker und meistgespielte Bühnenautor seiner Zeit, Hermann Sudermann (1903), der Leiter des Deutschen Theaters in Berlin Otto Brahm (1903), der Großindustrielle und damals einer der reichsten Männer Deutschlands Hugo Stinnes (1903), der Forschungsreisende Eugen Wolf (1903), der Worpsweder Maler Fritz Mackensen (1905), der Großherzog von Luxemburg, Wilhelm IV. mit Frau (1906), der Schriftsteller Stefan Zweig aus Wien (1909), Paul Warburg aus New York, Sohn der Hamburger Bankiersfamilie und Mitgründer US-Federal Reserve Bank (1910), die Familie (Frau und Sohn) des Russen Leon Sidelksy aus Wladiwostok, Miterbauer der Transsibirischen Eisenbahn (1913), Konrad Adenauer, damals designierter Oberbürgermeister von Köln (1917) und viele weitere bekannte Persönlichkeiten aus Politik, Wissenschaft, Literatur und Kunst aus dem In- und weltweiten Ausland.

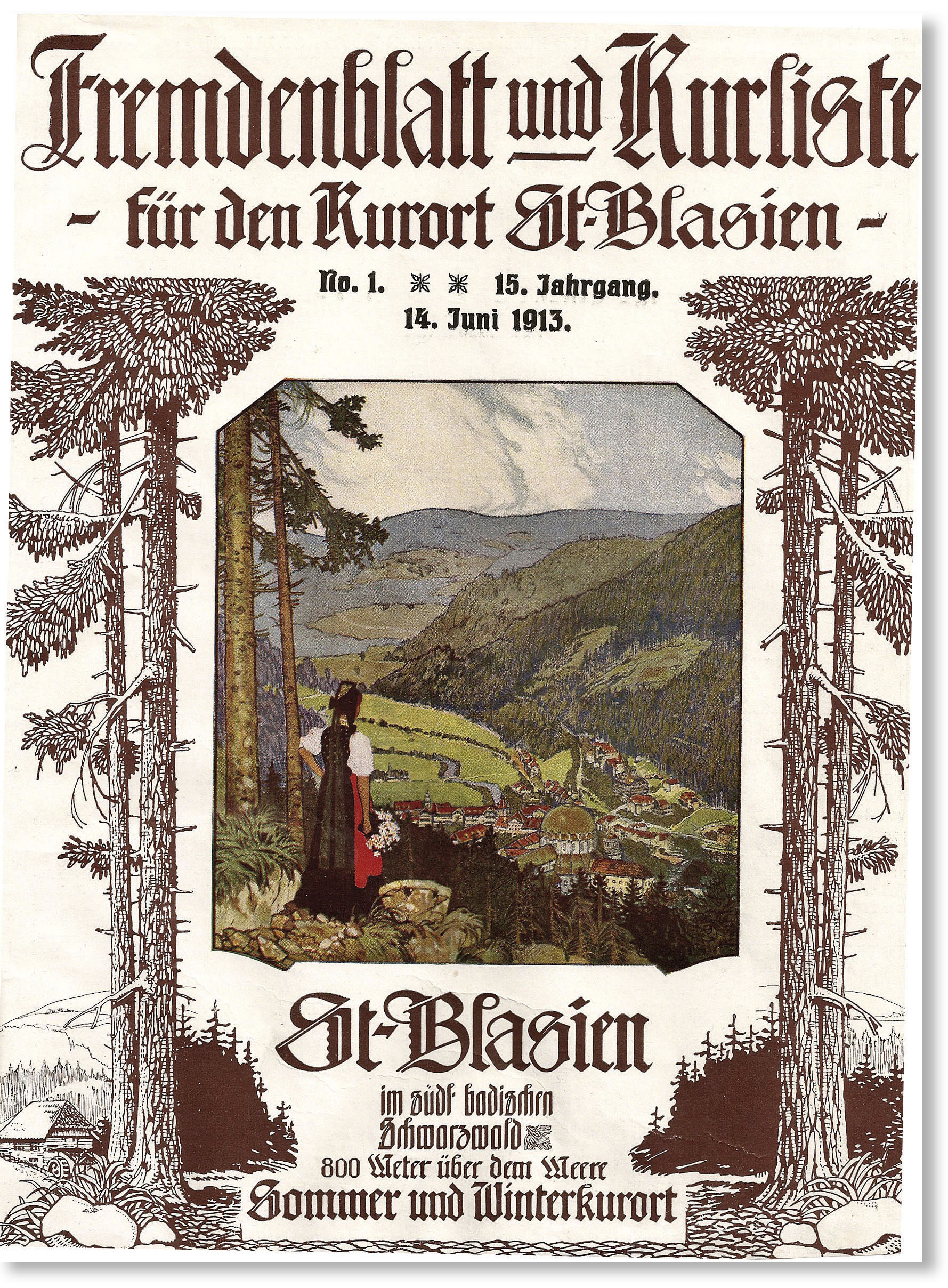
St. Blasien. Werbeplakat aus der Kurortzeit, 1913

Im Lauf der Expansion des Kurhausbetriebs und des parallelen Aufstiegs des Sanatoriums St. Blasien zu einer europaweit bekannten medizinischen Institution gab es auch dort Genesungsaufenthalte von Berühmtheiten, so etwa des Schriftstellers Heinrich Mann (1892), des russischen Revolutionärs Maxim Gorki (1921), der auf Empfehlung des vor dem Ersten Weltkrieg in Zürich weilenden Lenin nach St. Blasien kam. Der Ort zog in seiner einzigartigen Verbindung von hochmodernem Kurbetrieb, weltstädtischem Flair und der fernen Abgeschiedenheit sowie romantischen Lage im Hochschwarzwald auch den Großherzog von Baden, Friedrich I., und seine Gattin Luise zwischen 1870 und 1906 oftmals zum Ausspannen in der nach ihnen benannter Friedrich-Luisen-Ruhe an. Dabei erhielt St. Blasien vom Großherzog sowohl 1897 die Stadtrechte als auch später seine Zustimmung für die endgültige Renovierung der Kuppelkirche. Im September 1918 hielt sich Prinz Max von Baden in St. Blasien auf, der letzte Reichskanzler des Kaiserreichs.
Zu den Persönlichkeiten, die am frühesten St. Blasien im 19. Jahrhundert besuchten, gehörten zudem der am Vorabend der 1848er Revolution liberal denkende Journalist und Literaturkritiker Ludwig Börne (1832), der Komponist Felix Mendelssohn Bartholdy mit seiner Frau Cécile auf Hochzeitsreise 1837 sowie der spätere US-Präsident Franklin Delano Roosevelt, der sich bis zu seinem vierzehnten Lebensjahr mehrfach mit seinen Eltern in St. Blasien aufhielt, Wanderungen und Radtouren unternahm und 1905 einen Teil seiner Flitterwochen vor Ort verbrachte. Als eine der letzten Bekanntheiten hielt sich der Opernsänger Heinrich Schlusnus mit seiner Frau während des Kriegsendes 1945 in St. Blasien auf.
Nach dem Verkauf des Kurhauses und der Auflösung der Hotel und Kurhaus St. Blasien AG durch Otto Hüglin und seinen Sohn Albert Hüglin im Jahr 1925 nahm der bis dahin erreichte Glanz der Stadt sukzessive ab. Das Kurhausgebäude wurde 1962 abgerissen, an seiner Stelle entstand das 1965 eröffnete Hochhausgebäude „Haus an der Alb“.

### Lungensanatorium
1882 eröffnete der Lungenarzt Haufe das Sanatorium St. Blasien mit Behandlungsschwerpunkt Schwindsucht, heute überwiegend Tuberkulose genannt. Gegen alle Widerstände, auch der ortsansässigen Bevölkerung aus Angst vor der Schwindsucht und dem damit verbundenen Gewinnausfall durch Wegbleiben der Sommergäste, konnte St. Blasien bis heute seinen weitreichenden Ruf als Lungenkurort erhalten.

### Verkehrswege und Gemeindereform
Der Bereich um St. Blasien war 1929 der einzige Teil Badens, der ein Gebiet mit einer Entfernung von über 15 Kilometern ohne Bahnanschluss aufwies. Da die Dreiseenbahn nicht wie geplant bis nach St. Blasien fortgeführt wurde, besaß St. Blasien zwar bis vor ein paar Jahren einen Bahnhof, aber nie einen Schienenanschluss.
Im Zuge der Gemeindegebietsreform in Baden-Württemberg wurde am 1. Juli 1974 die Gemeinde Menzenschwand eingemeindet. Am 1. Oktober 1974 wurde die Gemeinde Albtal eingemeindet, die am 1. Januar 1971 durch die Vereinigung der Gemeinden Immeneich und Schlageten gebildet worden war.

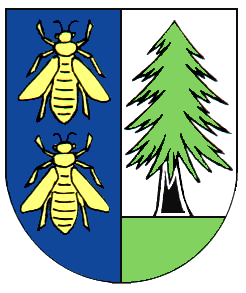
Albtal
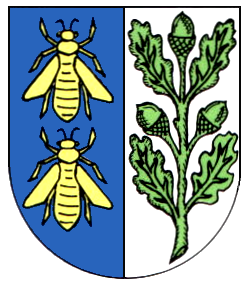
Immeneich
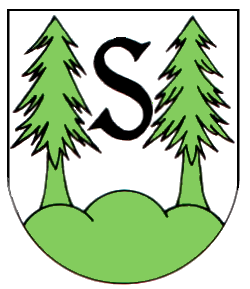
Schlageten
Menzenschwand

### Jüdisches Leben in St. Blasien

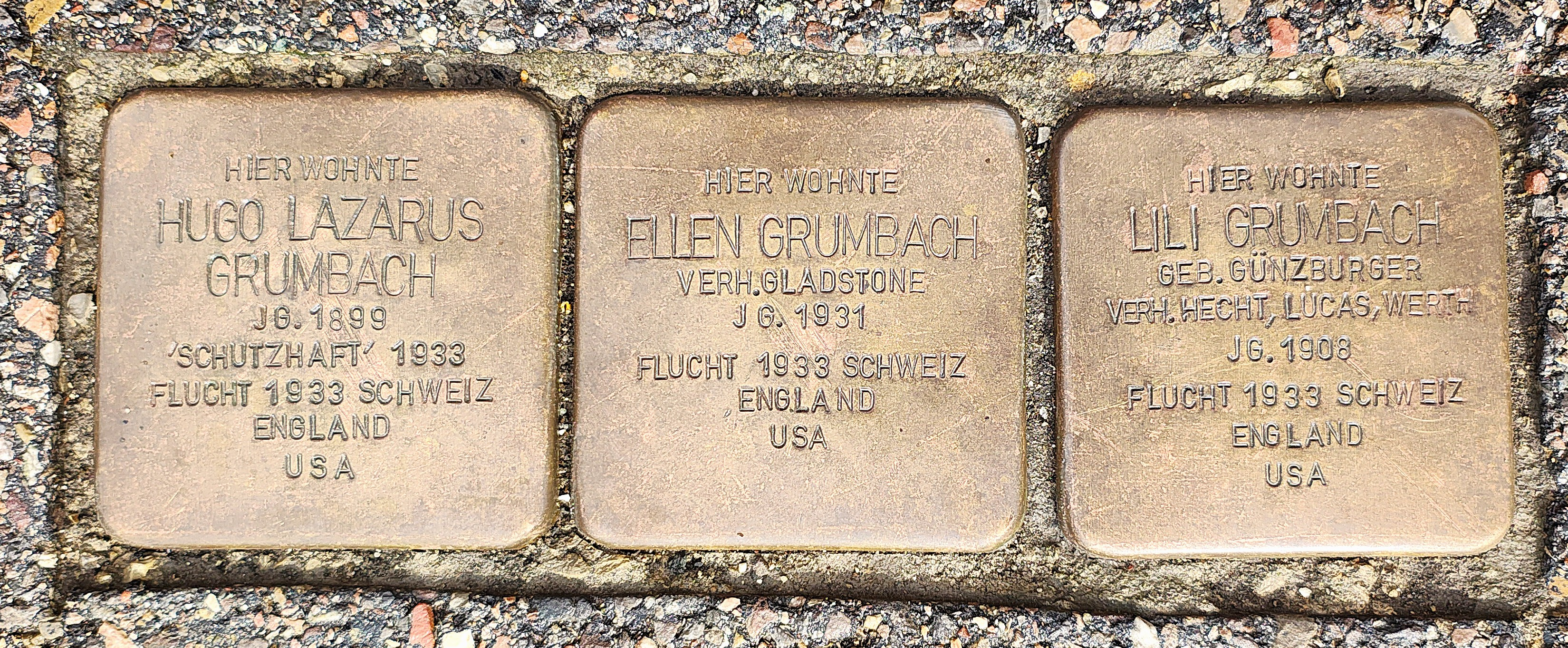

Im Schuljahr 2022/2023 am Seminarkurs des Kollegs St. Blasien recherchierten die Teilnehmer über die Geschichte der vom NS-Regime verfolgten Menschen, die in St. Blasien gelebt haben. Die Ergebnisse mündeten in einer Ausstellung und in die Ergänzungen zum digitalen Gedenkbuch auf der städtischen Homepage. Die Einträge dort geben die Lebensläufe diejenigen, „die ihre Heimat, ihren Lebensmittelpunkt und ihre Arbeitsstätte durch die Herrschaft des NS-Regimes verloren haben“ wieder.

## Politik

### Verwaltungsverband
Die Stadt ist der Sitz des Gemeindeverwaltungsverbands St. Blasien, dem außer der Stadt die Gemeinden Bernau, Dachsberg, Häusern, Höchenschwand, Ibach und Todtmoos angehören.

### Gemeinderat
Der Gemeinderat in St. Blasien besteht aus den 12 gewählten ehrenamtlichen Gemeinderäten und dem Bürgermeister als Vorsitzendem. Der Bürgermeister ist im Gemeinderat stimmberechtigt. Die Kommunalwahl am 9. Juni 2024 führte zu folgendem Endergebnis.
| Parteien und Wählergemeinschaften | Parteien und Wählergemeinschaften           | % 2024  | Sitze 2024 | % 2019 | Sitze 2019 | Kommunalwahl 2024 %50403020100 48,85 %35,22 %13,22 %2,71 % CDUFWSPDGrüneGewinne und Verlusteim Vergleich zu 2019 %p 4 2 0 −2 −4−0,25 %p−3,18 %p+0,72 %p+2,71 %pCDUFWSPDGrüne |
| CDU                               | Christlich Demokratische Union Deutschlands | 48,85   | 6          | 49,1   | 6          | Kommunalwahl 2024 %50403020100 48,85 %35,22 %13,22 %2,71 % CDUFWSPDGrüneGewinne und Verlusteim Vergleich zu 2019 %p 4 2 0 −2 −4−0,25 %p−3,18 %p+0,72 %p+2,71 %pCDUFWSPDGrüne |
| FW                                | Freie Wähler St. Blasien                    | 35,22   | 4          | 38,4   | 5          | Kommunalwahl 2024 %50403020100 48,85 %35,22 %13,22 %2,71 % CDUFWSPDGrüneGewinne und Verlusteim Vergleich zu 2019 %p 4 2 0 −2 −4−0,25 %p−3,18 %p+0,72 %p+2,71 %pCDUFWSPDGrüne |
| SPD                               | Sozialdemokratische Partei Deutschlands     | 13,22   | 2          | 12,5   | 1          | Kommunalwahl 2024 %50403020100 48,85 %35,22 %13,22 %2,71 % CDUFWSPDGrüneGewinne und Verlusteim Vergleich zu 2019 %p 4 2 0 −2 −4−0,25 %p−3,18 %p+0,72 %p+2,71 %pCDUFWSPDGrüne |
| GRÜNE                             | Bündnis 90/Die Grünen                       | 2,71    | 0          | –      | –          | Kommunalwahl 2024 %50403020100 48,85 %35,22 %13,22 %2,71 % CDUFWSPDGrüneGewinne und Verlusteim Vergleich zu 2019 %p 4 2 0 −2 −4−0,25 %p−3,18 %p+0,72 %p+2,71 %pCDUFWSPDGrüne |
| Gesamt                            | Gesamt                                      | 100     | 12         | 100    | 12         | Kommunalwahl 2024 %50403020100 48,85 %35,22 %13,22 %2,71 % CDUFWSPDGrüneGewinne und Verlusteim Vergleich zu 2019 %p 4 2 0 −2 −4−0,25 %p−3,18 %p+0,72 %p+2,71 %pCDUFWSPDGrüne |
| Wahlbeteiligung                   | Wahlbeteiligung                             | 55,81 % | 55,81 %    | 55,7 % | 55,7 %     | |

### Bürgermeister
Bürgermeister ist seit 2017 Adrian Probst (CDU). Probst wurde bei der Bürgermeisterwahl 2025 mit 96,05 % der abgegebenen Stimmen im Amt bestätigt.
Zuvor amtierten von 1966 bis 1986 Helmut Gießler, von 1986 bis 2010 Johann Meier und von 2010 bis 2017 Rainer Fritz.

### Wappen
| Wappen der Stadt St. Blasien | Blasonierung: „In Blau ein linksgewendeter, steigender goldener (gelber) Hirsch.“ |
| Wappen der Stadt St. Blasien | Wappenbegründung: Ende des 11. Jahrhunderts wird ein Marktflecken bei St. Blasien erwähnt, eine gemeindliche Selbstverwaltung konnte sich aber erst nach der Aufhebung des Klosters im Jahre 1806 bilden. Bis 1897 hatte die Gemeinde in der zweiten Hälfte des 19. Jahrhunderts die von zwei Tannen flankierte Klosterkirche als Siegelbild verwendet. Nun nahm die Stadt auf Vorschlag des Generallandesarchivs das noch heute gültige Wappen an, das dem Wappen des Klosters entspricht, wobei der Hirsch allerdings zur Unterscheidung nach links gewendet ist. |

### Städtepartnerschaften
St. Blasien pflegt partnerschaftliche Beziehungen zu
- Saint-Blaise (Laténa) französischsprachigen Kanton Neuenburg in der Schweiz seit 1961.
- Die Beziehungen zum ebenfalls schweizerischen Klingnau im Kanton Aargau gehen auf das Jahr 1250 zurück, als das Kloster St. Blasien für seine Besitzungen dort eine Propstei einrichtete.
- Ebenfalls historische Wurzeln hat die seit 1964 bestehende Partnerschaft mit Sankt Paul im Lavanttal in Österreich; das dortige Kloster war der Zufluchtsort der letzten Mönche aus St. Blasien.

## Kultur und Sehenswürdigkeiten

### Bauwerke

#### Dom und Abtei

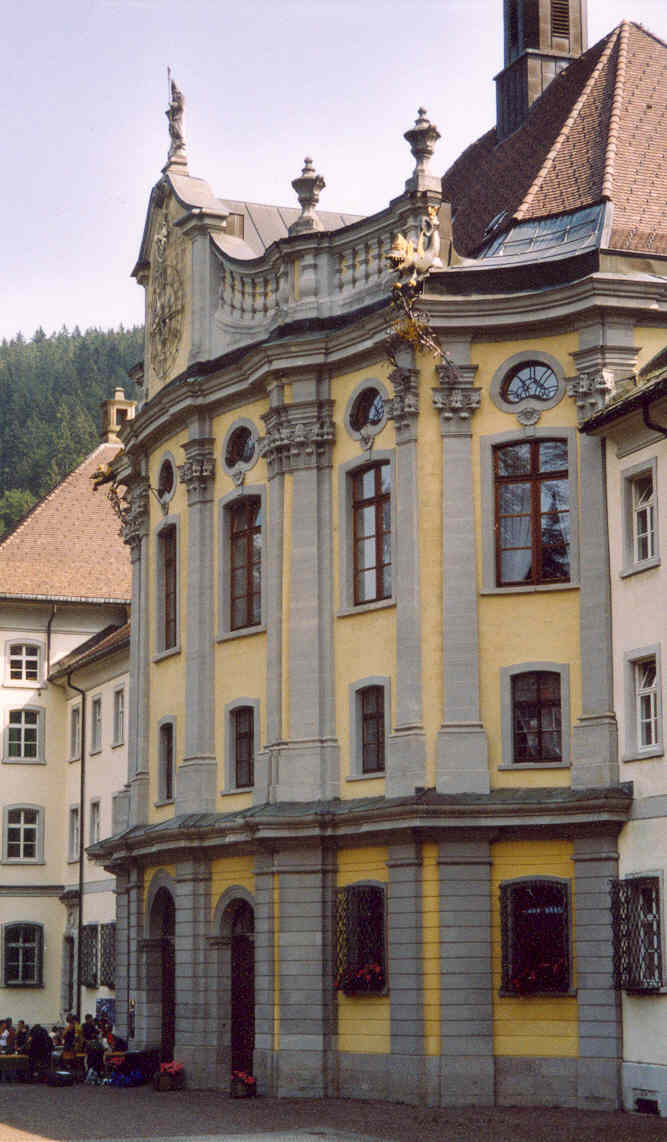
Prachtbau der alten Abtei

Nach einer Brandkatastrophe 1768 errichtete der Architekt Pierre Michel d’Ixnard (1768–1781) eine neue Abteikirche im Zopfstil. Der Kuppelbau ist mit 36 Metern im Durchmesser und 62 Metern Höhe der drittgrößte seiner Art in Europa.

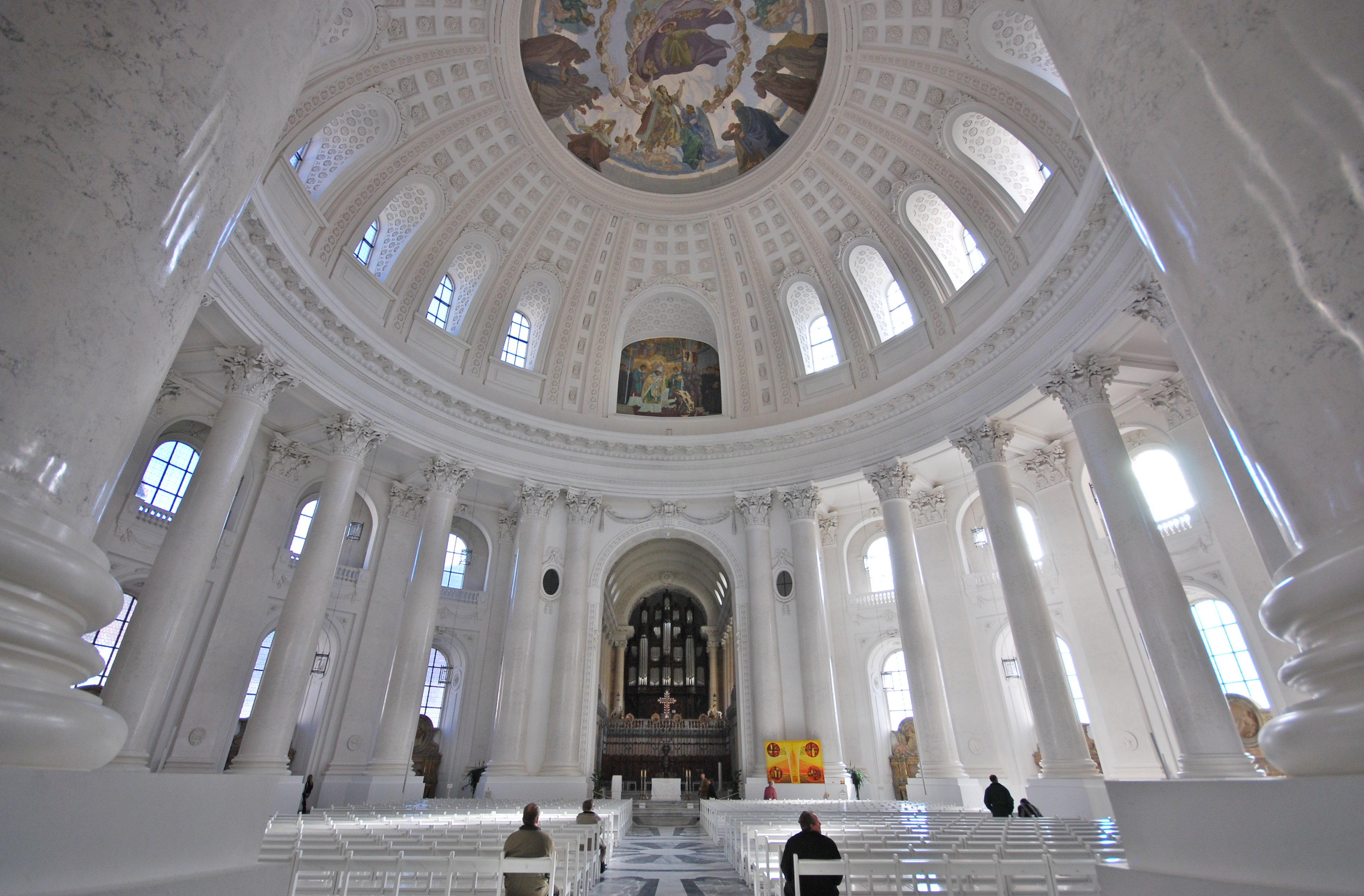
Das Innere des Doms
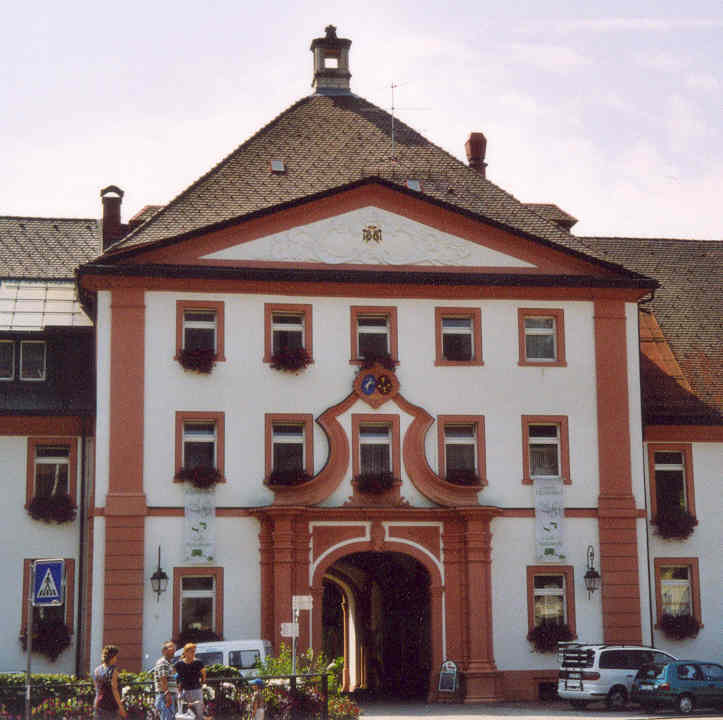
Torgebäude der alten Abtei

#### Evangelische Kirche

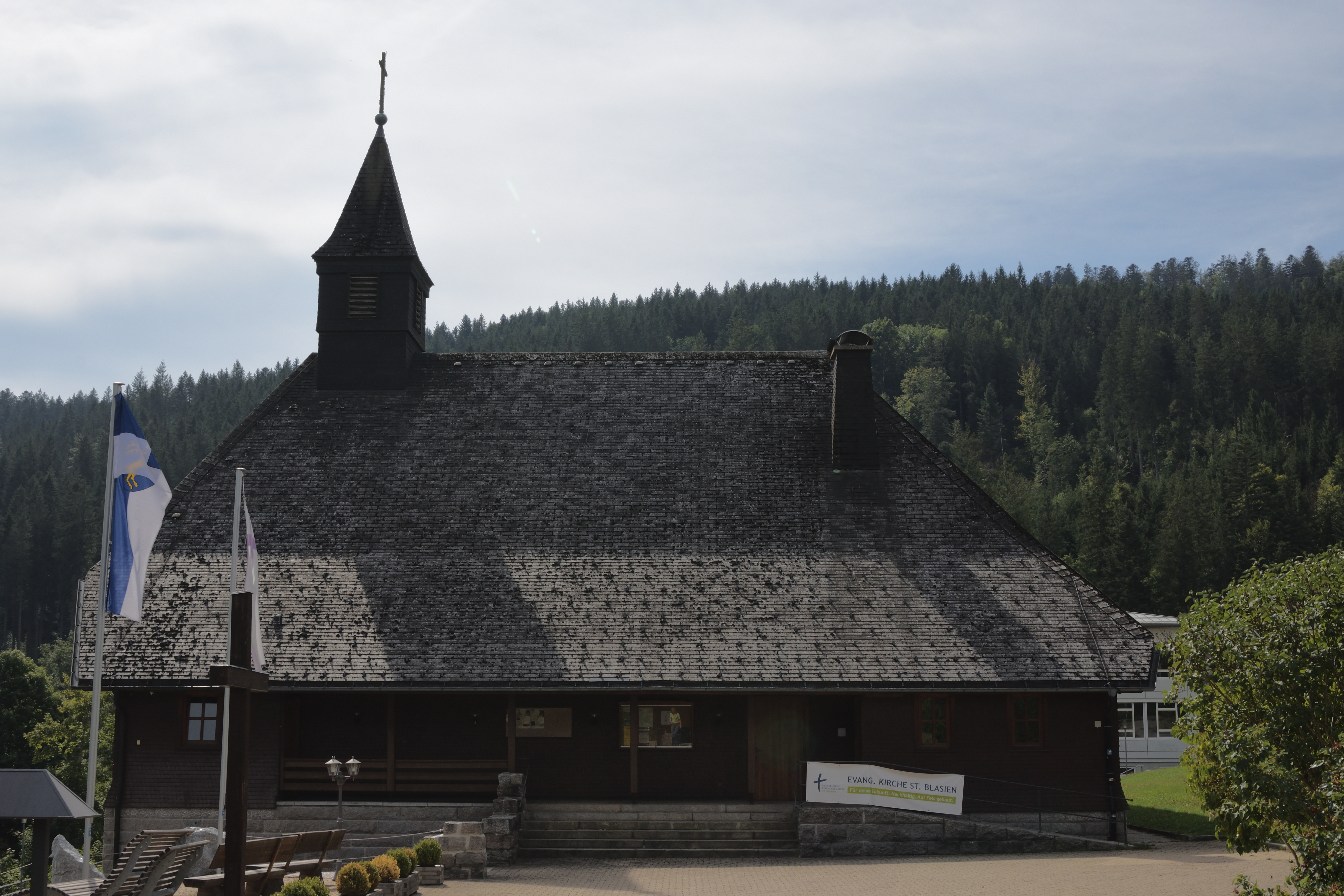
Evangelische Kirche

Die evangelische Christuskirche, erbaut nach Plänen von Otto Bartning, wurde zum Prototyp der nach 1945 errichteten hölzernen Notkirchen. Der ursprünglich 1936 errichtete Bau fiel im November 1989 einer Brandstiftung zum Opfer. Der oder die Täter konnten nicht ermittelt werden. Nach den alten Plänen wurde die Kirche neu errichtet und im Juli 1991 eingeweiht.

#### Sanatorium
1892 wurde das Sanatorium St. Blasien errichtet, welches sich in den folgenden Jahrzehnten zu einer der bekanntesten Lungenheilstättein Deutschlands entwickelte. Unter den zahlreichen prominenten Patienten war unter anderen, Maxim Gorki, der hier vom Dezember 1921 bis zum April 1922 behandelt wurde.
Das Behandlungsspektrum umfasste alle Formen der Lungenerkrankungen wie chronische Bronchitis, Asthma bronchiale, Lungentumore, Schlafmedizin und Beatmungsmedizin. Ebenso wurden Tuberkulosekranke hier behandelt. Sehenswert waren hier neben dem historischen großen Speisesaal und dem historischen Krankenzimmer die einzelnen Kaminzimmer, der Wandelgarten und die Bibliothek. Die Klinik ist inzwischen geschlossen, bzw. umgezogen. Der historische Baukörper wird zu Eigentumswohnungen umgebaut.

#### Feldbergklinik Dr. Asdonk
Im Jahr 1930 errichteten Gebäude des „Fürstabt-Gerbert-Hauses“, einer ehemaligen Lungenfachklinik, ist seit 1983 die Feldbergklinik Dr. Asdonk beheimatet. Sie wurde bereits 1973 von Johannes Asdonk gegründet und ist die erste Fachklinik der Welt, die sich auf die Behandlung von Lymphabflussstörungen und Ödemkrankheiten spezialisierte. Das Gebäude der Feldbergklinik, in der bis heute Patienten mit Ödemen aller Art behandelt werden, ist mit seinen großen zusammenhängenden Balkonflächen charakteristisch für die Bauform der in den 1920er- und 1930er-Jahren entstandenen Klinikeinrichtungen für die Durchführung der Klima- und Heliotherapie.

### Albtalstraße / L154
Die Landesstraße 154 wurde in den 1850er-Jahren erbaut und verbindet St. Blasien durch das Albtal mit Albbruck. Die Strecke zieht unter anderem viele Motorradfahrer an.
Der Abschnitt zwischen Görwihl-Tiefenstein und Albbruck-Hohenfels ist jedoch seit 2015 wegen Felssturzgefahr gesperrt (Stand: Dez. 2018). Die Sicherung ist geplant, aber naturschutzrechtlich schwierig und wegen der Ausgleichsmaßnahmen aufwendig.

### Kreismuseum
Das ehemalige Marstallgebäude ist heute das Haus des Gastes und beherbergt das Kreismuseum St. Blasien.

### Regelmäßige Veranstaltungen
Die internationalen Sommerkonzerte im Dom, jeweils von Ende Juni bis Anfang September, mit berühmten und bekannten Chören, Musikensembles und Organisten, die Klosterkonzerte im Festsaal des Kollegs und der Internationale Holzbildhauerwettbewerb. Im Abstand von mehreren Jahren finden die Domfestspiele St. Blasien statt.

## Gericht und Einrichtungen
Das Amtsgericht St. Blasien gehört zum Landgerichtsbezirk Waldshut-Tiengen und Oberlandesgerichtsbezirk Karlsruhe und ist das kleinste und nach dem in Titisee-Neustadt höchstgelegene Amtsgericht in Deutschland.

## Persönlichkeiten

### Ehrenbürger
Hinweis: Die Auflistung erfolgt chronologisch nach Datum der Zuerkennung.
1. Ernst Friedrich Krafft  (* 18. Mai 1823, † 10. Juli 1898),
Betreiber der Baumwollspinnerei Ernst Friedrich Krafft, legte auch den Grundstein für eine evangelische Gemeinde;
Verleihung 1870
2. Felix Hecht (* 27. November 1847, † 18. Oktober 1909),
hat als Kurgast der Stadt 4000 Mark zum Ausbau der Kanalisation gespendet;
Verleihung 1873
3. Hermann Lubberger (* 16. März 1892, † 10. September 1892),
Oberförster, große Verdienste um den Kurort;
Verleihung 1891
4. Otto Hüglin (* 11. November 1857, † 9. Januar 1943),
Hotelier und Gründer des Klosterhofes und des ehemaligen Kurhauses; für die tatkräftige Förderung des Kurinteresses
Verleihung 1907
5. Alfred von Tirpitz (* 19. März 1849, † 6. März 1930),
Großadmiral und Marinestaatssekretär; für sein Lebenswerk
Verleihung 1916
6. Hans Thoma (* 2. Oktober 1839, † 7. November 1924),
Kunstmaler, Professor, Galeriedirektor;
Verleihung 1919 anlässlich seines 80. Geburtstages
7. Albert Vogel (* 26. November 1841, † 23. Dezember 1925),
Gemeinderechner und -rat, große Verdienste um Gemeinde;
Verleihung 1921
8. Theophil Lamy (* 9. April 1871, † 20. Mai 1938),
katholischer Stadtpfarrer,
in der Urkunde heißt es: „zweiter Erbauer unseres glorreichen Münsters“;
Verleihung 1922 anlässlich seines 25-jährigen Priesterjubiläums
9. Max Ernst Hess (* 1. August 1870, † 31. Juli 1956),
letzter Oberamtmann des Amtsbezirks St. Blasien;
Verleihung 1924 anlässlich der Aufhebung des Amtsbezirks St. Blasien; wurde Ehrenbürger sämtlicher Bezirksgemeinden
10. Anna Schroeder (* 24. Januar 1862, † 27. Januar 1946),
Ehefrau des Fabrikanten Eduard Schroeder, wohltätige Bürgerin;
in der Urkunde heißt es: „In Würdigung ihrer Verdienste um Stadt und Einwohnerschaft“
Verleihung 1927
11. Adolf Wassmer (* 22. Juni 1857, † 23. Mai 1947),
Schreinermeister, Altbürgermeister;
für große Verdienste um St. Blasien
Verleihung 1931
12. Richard Gäng (* 21. April 1899, † 10. August 1983)
Lehrer, Heimat- und Mundartdichter, Gründungsmitglied der Muettersproch-Gsellschaft;
Verleihung 1964 anlässlich seines 65. Geburtstags als Ehrenbürger von Albtal-Immeneich
13. Wilhelm Schuh (* 31. August 1901, † 3. März 1994),
Monsignore, Stadtpfarrer i. R.;
in der Urkunde heißt es: „vielfältige Bereicherung unserer Domstadt“;
Verleihung 1966 anlässlich seines 40-jährigen Priesterjubiläums
14. Alfred Schmidt (* 22. Juli 1898, † 7. Mai 1980),
Ingenieur und Begründer der Firma Ing. Alfred Schmidt;
in der Urkunde heißt es: „Er hat die wirtschaftlichen Verhältnisse seiner Heimatstadt außerordentlich gefördert und den Namen Sankt Blasien in der ganzen Welt bekannt gemacht“;
Verleihung 1968
15. Bernhard Steinert (* 12. August 1912, † 15. August 1994),
Autor, Komponist und Heimathistoriker;
in der Urkunde heißt es:  „Hervorragende Verdienste um das Gemeinschaftsleben seiner Heimatstadt; schöpferische Leistung im kulturellen Bereich; Wirken als literarischer Anwalt der Geschichte und des Erbes Sankt Blasiens“;
Verleihung 1977
16. Gustav Schmidt (* 24. April 1900, † 13. Oktober 1998),
in der Urkunde heißt es:  „Beherzter Beitrag zum demokratischen Wiederaufbau unserer Gemeinde, umfangreiches Wohnungsbauprogramm; herausragender Anteil an der kurörtlichen Ausstattung und an der Stadtsanierung“;
Verleihung 1985
17. Wolfgang Endres (* 29. März 1946),
Sozialpädagoge, Gemeinderat; große Verdienste um die Domfestspiele;
in der Urkunde heißt es: „Hervorragende Verdienste um das Gemeinschaftsleben der Stadt St. Blasien und in besonderer Würdigung seiner schöpferischen Leistungen im kulturellen Bereich“;
Verleihung 2016
18. Johann Meier (* 30. April 1949),
Polizeioberkommissar, Bürgermeister a. D.,
in der Urkunde heißt es: „Für seine außerordentliche Lebensleistung für die Bürgerschaft und Gemeinde St. Blasien über drei Jahrzehnte“
Verleihung 2019

### Söhne und Töchter der Stadt
- Hugo Schmidfeld (1713–1785), Benediktiner, Propst und Historiker
- Peter Mayer (1718–1800), Kupferstecher
- Elisabeth Schmidt-Pecht (1857–1940), Keramikerin
- Robert Ritter (1862–1937), Erster Bürgermeister der Stadt Mannheim
- Franz Weiß (1868–1946), Apotheker und Fachautor
- Fritz Rörig (1882–1952), Historiker
- Berthold Waßmer (1886–1969), badischer Kirchenmusiker und Komponist
- Alfred Buntru (1887–1974), Wasserbauingenieur und Rektor der RWTH Aachen
- Josef Glaser (1887–1969), Fußballnationalspieler
- Alfons Maria Schneider (1896–1952), Archäologe und Byzantinist
- Richard Gäng (1899–1983), Heimatdichter (1964 Ehrenbürger Albtal-Immeneich, Ortsteil von St. Blasien)
- Busso Thoma (1899–1945), Kaufmann und Offizier, wurde als Mitwisser der Pläne zum Attentat vom 20. Juli 1944 hingerichtet.
- Gerbert Mutter (1922–1989), Komponist, von 1966 bis 1980 Dozent an der Pädagogischen Hochschule Lörrach
- Christian Sigrist (1935–2015), Professor für Soziologie
- Reinhard Klessinger (* 1947), Künstler
- Eva Kimminich (* 1957), Romanistin
- Ariane Martin (* 1960), Germanistin

### Personen mit Verbindung zur Stadt
- Reginbert von Seldenbüren († um 962), legendärer Gründer des Klosters St. Blasien.
- Martin Gerbert (1720–1793), Benediktinermönch und Fürstabt, entwickelte das Kloster St. Blasien zu einem Zentrum methodischer Geschichtsforschung und leitete den Wiederaufbau nach dem Brand von 1768
- Ernst Friedrich Krafft (1823–1898), Unternehmer und Politiker (1870 Ehrenbürger St. Blasien)
- Alfred von Tirpitz (1849–1930), Großadmiral, lebte ab 1905 zeitweise in St. Blasien (1916 Ehrenbürger St. Blasien)
- Otto Hüglin (1857–1943), Erbauer des Kurhauses St. Blasien (1907 Ehrenbürger St. Blasien)
- Ernst Urbach (1872–1927), Komponist, Arrangeur und Flötist, starb in St. Blasien
- Theodor Däubler (1876–1934), Schriftsteller, starb in St. Blasien
- Adolf Bacmeister (1882–1945), Chefarzt der Lungenfachklinik St. Blasien und Flottenarzt der Reserve
- Heinz Loßnitzer (1904–1964), Meteorologe, leitete von 1927 bis 1933 die Wetter- und Sonnenwarte St. Blasien
- Johannes Asdonk (1910–2003), praktischer Arzt und Gründer der Feldbergklinik, die er von 1973 bis 1984 leitete. Pionier der modernen Lymphologie, erhielt 1986 aufgrund seiner Verdienste das Bundesverdienstkreuz 1. Klasse und wurde 1987 zum Ehrenpräsidenten der Deutschen Gesellschaft für Lymphologie ernannt.
- Bernhard Steinert (1912–1994), Heimathistoriker, Schriftsteller (1977 Ehrenbürger St. Blasien)
- Dieter Knoch  (* 1936), Abitur am Kolleg St. Blasien, Biologe, Naturschützer, Bundesverdienstkreuzträger
- Bernd Guggenberger (* 1949), Abitur am Kolleg St. Blasien, Politikwissenschaftler, Soziologe, Essayist und bildender Künstler
- Ferdinand von Schirach (* 1964), Abitur am Kolleg St. Blasien (1984), Jurist und Schriftsteller